# Тубуаи (остров)

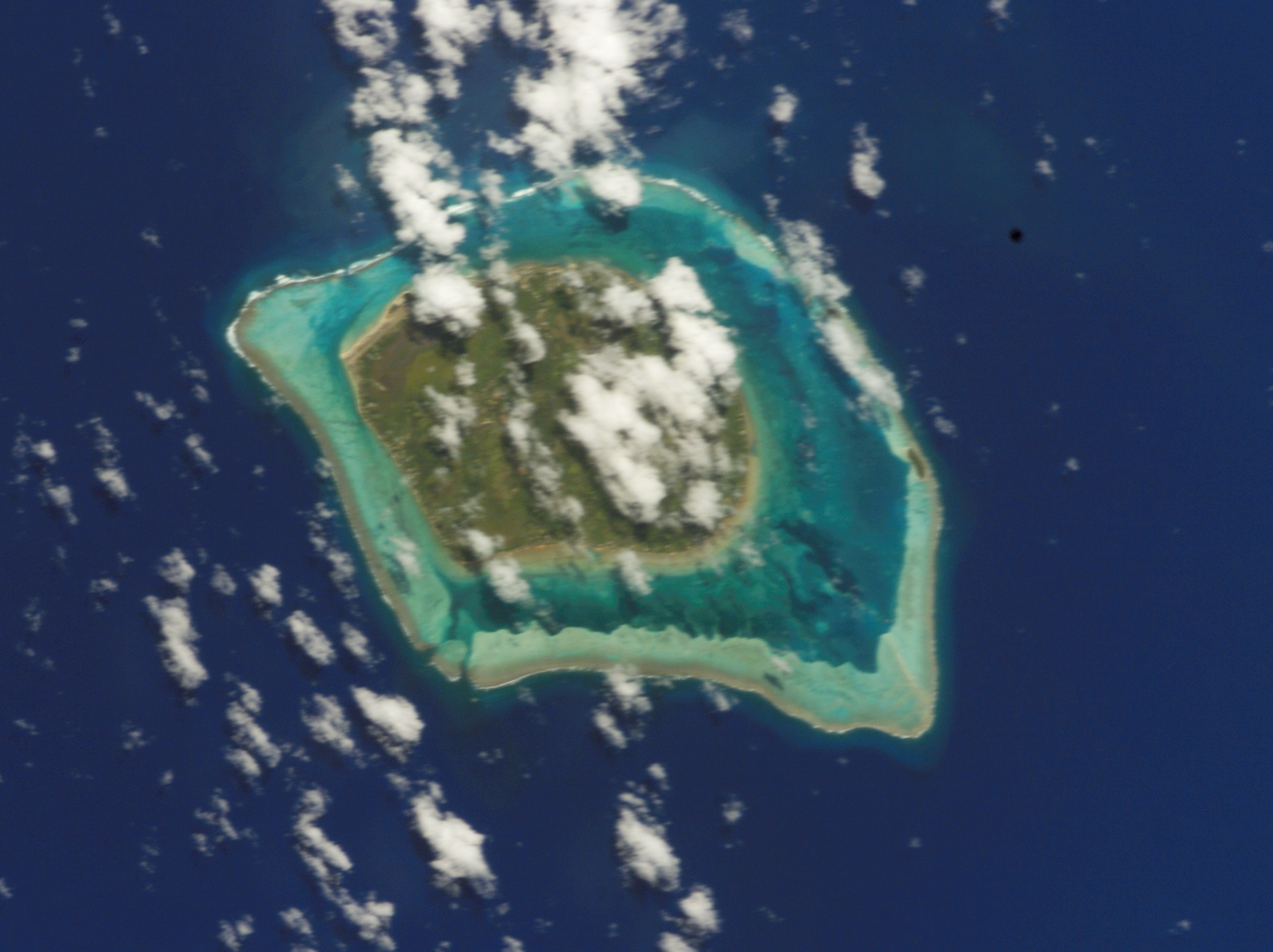
Космический снимок острова.

Тубуаи (фр. Tubuai) — остров в архипелаге Тубуаи (Французская Полинезия). Другое название — Моутоу. Расположен в 210 км к юго-востоку от острова Руруту и в 180 км к северо-западу от Раиваваэ.

## География
Остров имеет вулканическое происхождение и по форме напоминает овал. Высшая точка Тубуаи — гора Таита (422 м). Общая площадь суши — около 45 км². Остров окружён лагуной, которая, в свою очередь, окружена рядом моту:
- Моту-Оне (Motu One)
- Моту-Раутаро (Motu Rautaro)
- Моту-Тоэна (Motu Toena)
- Моту-Роа (Motu Roa)
- Моту-Митиха (Motu Mitihā)
- Моту-Офаи (Motu 'Ōfa'i)
- Ириирироа ('Iri'iriroa)
- Островок Плат (Îlot plat)

## История
Тубуаи был открыт 9 августа 1777 года английским мореплавателем Джеймсом Куком. Двенадцать лет спустя у острова причалило судно «Баунти», а в 1819 году местными вождями, или арики, была признана власть над островом таитянского короля Помаре II. Сразу же после этого события население приняло христианство. В 1881 году Тубуаи был аннексирован Францией.

## Административное деление
Остров Тубуаи является коммуной в составе административного подразделения Острова Острал (Тубуаи) Французской Полинезии.

## Население
В 2007 году численность населения Тубуаи составляла 2050 человек. Главные поселения — деревни Матаура, Таахуэиа и Маху.

## Экономика
Жители в основном занимаются сельским хозяйством. В 1972 году на Тубуаи был открыт аэродром.